# Аликово (Аликовский район)
А́ликово (чув. Элĕк) — село, административный центр Аликовского муниципального округа Чувашской Республики. 

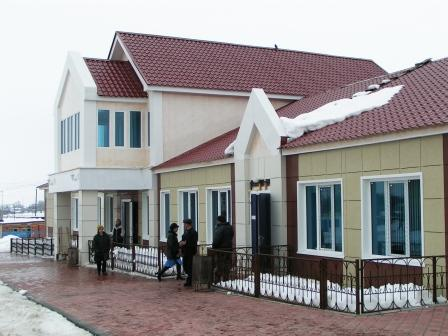
Ресторан «Встреча»

## География
Аликово расположено в центральной части Чувашии в 60 км к югу от города Чебоксары.
Село находится в 600 км к востоку от Москвы. Ближайшая железнодорожная станция Вурнары (33 км) на линии Москва — Казань.
Климат
Климат Аликовского района умеренно континентальный с продолжительной холодной зимой и тёплым летом. Средняя температура января −12,9 °C, июля 18,3 °C, абсолютный минимум достигал −44 °C, абсолютный максимум 37 °C. За год в среднем выпадает до 552 мм осадков.

## История
Село впервые было упомянуто в 1694 году во владенной ведомости, данной Чебоксарскому Успенскому монастырю.
В 2009 году был открыт физкультурно-спортивный комплекс, построен фонтан и благоустроен парк им. А. Г. Николаева.
Село было административным центром упразднённого Аликовского сельского поселения.

## Население
| 1959 | 1970  | 1979  | 1989  | 2002  | 2010  | 2012  |
| ---- | ----- | ----- | ----- | ----- | ----- | ----- |
| 897  | ↗1004 | ↗1676 | ↗2689 | ↗2914 | ↘2653 | ↗3023 |

Национальный состав
Большинство чуваши и русские.

## Инфраструктура
- Отделение скорой медицинской помощи и приёма больных
- Дворец культуры.
- Культурно-досуговый центр
- Передвижное клубное учреждение
- Районная центральная модельная библиотека
- Районная детская модельная библиотека
- Детская школа искусств (МОУ ДОД «Аликовская ДШИ»)
- Народных литературно-краеведческих музея
- Фольклорный коллектив АМКДЦ «Валинке»
- Народный театр АМКДЦ,
- Аликовская средняя школа

К северо-востоку от старой церкви находилась школа. Двухэтажное деревянное здание Аликовского 2-х классного Министерства народного просвещения (МНП) училища 1872 года постройки сгорело во время пожара в 20-е годы, и на его месте было построено двухэтажное здание Аликовской средней школы (1-й этаж — из красного кирпича, 2-й — деревянный, он достроен позже). А напротив него находится другое здание школы — деревянное, двухэтажное. Оно является памятником истории и культуры Чувашии.
Построено оно под руководством великого чувашского просветителя И. Я. Яковлева и заведующего училищем Орлова В. Н. в 1897—1898 годах. Здание сохранилось. После реставрации тут размещается Аликовский районный историко-краеведческий музей.
- Парк культуры и отдыха
- Село в основном газифицировано.

## Экономика
Среди основных промышленных предприятий: Аликовский плодоовощной комбинат, завод строительных материалов,
Аликово располагает всеми современными видами связи, обладает развитой транспортной инфраструктурой, являясь узлом автомобильных дорог.
Торговля и предпринимательство
На сегодняшний день торговля является одной из достаточно динамично развивающихся отраслей экономики села Аликово. Сегодня эта сфера представлена стационарными предприятиями розничной торговли, предприятиями общественного питания, 1 стационарным рынком на 30 мест, где трудятся более 50 человек. Кроме этого на территории рынка и прилегающей территории один раз в неделю развёртывается базар, с участием частных предпринимателей из других городов и районов республики.

## Религия
При церквях (а их в селе было две) также были два кладбища, где хоронили церковнослужителей. А старая церковь находилась на современной площади перед Аликовским культурно-досуговым центром. Теперь эта территория заасфальтирована.
Старое здание церкви было переделано в 20-е годы под клуб, а впоследствии здесь размещались в разные годы почта, радиоузел, редакция райгазеты и типография, детский сад. В настоящее время тут строится новая церковь.